# Hoplocèrcids
Els hoplocèrcids (Hoplocercidae) són una família de sauròpsids (rèptils) escatosos naturals dels boscos tropicals de Centreamèrica i Sud-amèrica. Són predominantment terrestres i, encara que no construeixin veritables caus, alguns utilitzen les seves cues espinoses per excavar a la terra refugis poc profunds.

## Taxonomia
Els hoplocèrcids inclouen tres gèneres i 19 espècies:
- Enyalioides
- Hoplocercus
- Morunasaurus